# Jos de Mey
Jos de Mey, né le 10 février 1928 à Saint-Denis-Westrem et mort le 22 décembre 2007 à Gand, était un artiste et graphiste belge flamand. Il a étudié à l'Académie royale des beaux-arts de Gand et est devenu connu pour ses peintures de figures « impossibles » construites sur des illusions d'optique. Ses dessins surréalistes rappellent les œuvres de MC Escher, René Magritte et Sandro Del-Prete. 
Jos De Mey, Lucien Engels, Alfred Hendrickx, et Willy Van Der Meeren ont été des designers marquants de l'époque. 
Biographie
Il étudie à l'Académie royale des beaux-arts de Gand de 1942 à 1949 et y est nommé professeur en 1950. De 1950 à 1968, il y enseigne l'architecture d'intérieur et l'harmonie des couleurs. En 1970, la formation d'architecte est séparée de l'Académie et Mey devient ainsi professeur au nouvel Institut supérieur municipal d'architecture et d'urbanisme (Stedelijk Hoger Instituut voor Architectuur en Stedebouw - SHIAS). Il y enseigne jusqu'en 1980. Il est également à plusieurs reprises conférencier invité à l'Institut de psychologie des couleurs de Salzbourg (Institut für Farbpsychologie) (1970).   
Dans les années 1950 et 1960, il tient son propre atelier d'architecture d'intérieur, de théorie des couleurs, de design et conception de meubles,. 
À partir de 1968, il se consacre à son activité d'artiste. Durant cette période, il connaît une évolution qui le conduit du constructivisme abstrait à un réalisme avec de fausses perspectives et des représentations et constructions figuratives impossibles. L’accent mis sur l’architecture et la nature dans ses œuvres l’a conduit à la structure spatiale, aux questions d’incidence de la lumière et de la matière,.  
Dans ses peintures et dessins, l'objet géométriquement construit occupe toujours l'essentiel de l'espace, objet complété par des éléments illusionnistes. Il crée des édifices inhabitables, mêle le surréalisme des espaces à la rigueur des constructions, produit des jeux optiques par le biais des plans, des rapports et de la perspective.
Oeuvres dans les collections de l'Etat, de la province de Flandre orientale et au Musée de la ville de Gand (en néerlandais Stadsmuseum Gent).   
De Mey vivait à Zomergem, en Flandre orientale.   